# Kvalserien till Elitserien i ishockey 1991
Kvalserien till Elitserien i ishockey 1991 spelades 2 mars-2 april 1991 för att avgöra vilka lag som skulle få spela i Elitserien 1991/1992. Kvalserien bestod av fyra lag och spelades i sex omgångar. Västra Frölunda HC försvarade sin plats i Elitserien, medan Boro, Rögle och Mölndal fick fortsätta spela i Division I 1991/1992.

## Slutställning
| Nr | Lag                | S | V | O | F | GM | IM | MS  | P  |
| -- | ------------------ | - | - | - | - | -- | -- | --- | -- |
| 1  | Västra Frölunda HC | 6 | 5 | 0 | 1 | 32 | 18 | +14 | 10 |
| 2  | Team Boro HC       | 6 | 3 | 1 | 2 | 24 | 25 | −1  | 7  |
| 3  | Rögle BK           | 6 | 2 | 1 | 3 | 24 | 24 | 0   | 5  |
| 4  | IF Mölndal Hockey  | 6 | 1 | 0 | 5 | 25 | 36 | −11 | 2  |